# XobotOS
XobotOS 是一個Xamarin的研究項目，該項目嘗試把Android 4.0從原本的基於Java/Dalvik移植到C#以探究C#的效能和記憶體佔用的優點。
XobotOS是把Android 4.0的源代碼半自動從Java移植到C#。自動移植部分採用了一個改進了的版本的Sharpen，以編譯更高級的Java constructs和支援generics。大部分要手動轉譯的代碼，不是和原生的作業系統整合了，就是要用ECMA CLI P/Invoke來取代Java用來呼叫進C的JNI代碼。